# 1501 az irodalomban
Az 1501. év az irodalomban.

## Új művek
- Ekkor keletkezik Gavin Douglas skót költő terjedelmes költeménye: The Palice of Honour (A becsület kastélya); legkorábbi fennmaradt kiadása 1553-ból való.
- Marko Marulić befejezi horvát nyelvű elbeszélő költeményét: Judita; műve csak 20 évvel később jelenik meg.

## Születések
- 1501 (vagy 1503) – Garcilaso de la Vega spanyol költő († 1536)
- 1501. körül – Maurice Scève francia költő, a lyoni reneszánsz-mozgalom feje; " Scève a legmuzikálisabb költő, vagy inkább a legtudatosabb muzikális költő az újkori francia irodalomban."[1] († 1564. körül)

## Halálozások
- szeptember 26. – Džore Držić horvát (raguzai) reneszánsz kori költő, Petrarca követője (* 1461)